# هنري دي فير ستاكبول
هنري دي فير ستاكبول (9 أبريل 1863 - 12 أبريل 1951) كان كاتبًا أيرلنديًا. تم تحويل روايته الرومانسية لعام 1908، ذا بلو لاغون، إلى عدة أفلام. نشر أعماله باسمه الخاص وأحيانًا باسمه المستعار، تايلر دي سايكس.

## سيرته الذاتية
ولد في كينغزتاون -دون لوغير حاليًا- في تاني، بالقرب من دبلن، في 9 أبريل عام 1863؛ كان الابن الأخير للقس ويليام تشيرش ستاكبول، عالم اللاهوت ومدير مدرسة كينغزتاون، وشارلوت أوغوستا (اسمها قبل الزواج ماونتجوي). كان لديه ثلاث شقيقات أكبر منه سنًا: كانت أكبرهن فلورنس ستاكبول، التي كتبت كتبًا ومنشورات عن الصحة والطب. أعزى هنري حبه للطبيعة التي ميزت وجوده بالكامل إلى تأثير والدته عليه، التي كانت من أصل أيرلندي، لكنها قضت طفولتها حتى سن الثانية عشرة في أكثر المناطق البرية والمشجرة في كندا حتى أصبحت أرملة وقررت العودة الى أيرلندا. توفي القس ويليام مبكرًا في عام 1870 وربّت الأم أطفالها الأربعة بمفردها. بسبب سوء تشخيص اضطرابات تنفسية، انتقلت الأسرة إلى نيس في شتاء عام 1871، في جنوب فرنسا، لإقامة طويلة.
درس في مدرسة بورتارلينغتون الداخلية في أيرلندا على بعد 100 ميل من كينغزتاون. لم تكن تجربة سعيدة. في سيرته الذاتية «مين أند مايس» (رجال وفئران) كتب عن حقيقة أن رفاقه المزعجين والعنيفين أساؤوا إليه جسديًا وذهنيًا، ما جعله يشعر وكأنه «آرثر (الملك) الصغير في قفص من قرود الرباح». ذات ليلة، هرب عبر مدرسة مجاورة للبنات، لكن أخته الكبرى أعادته إلى المدرسة الداخلية.
بعد انتقال عائلته إلى لندن، التحق بكلية مالفيرن في ورشستر، وهي مدرسة تقدمية تحوي فصل طلابي حقق توقعاته أخيرًا. درس الطب في مستشفى سانت جورج ومستشفى سانت ماري وأصبح طبيبًا في عام 1891 رغم انجذابه إلى فصول الأدب أكثر من فصول علم التشريح. مارس الطب بشكل متقطع، فكان بدايةً طبيبًا على متن سفينة.
عندما كان شابًا، أصبح صديقًا لبيرل كريغي (المعروفة باسم جون أوليفر هوبز)، التي ساعدته على نشر عمله الأول، وهو قصيدة حول حي بلغرافيا. في عام 1890، التقى بأوبري بيردزلي وألفرد نويز وكتاب وفنانين آخرين من مجموعة دورية ذا ييلو بوك. ألهمت هذه البيئة محتوى روايته الأولى، ذا إنتينديد (1894)، وهي رواية مأساوية تدور حول شخصين متشابهين في الشكل، أحدهما غني والآخر فقير، يتبادلان الأدوار بهدف المتعة؛ لكنها حققت نجاحًا ضئيلًا جدًا. بعد سنوات، روى ستاكبول هذه القصة في رواية ذا مان هو لوست هيمسيلف (الرجل الذي فقد نفسه) (1918)؛ التي تروي قصة أمريكي مفلس ينتحل شخصية شبيهه الثري في إنجلترا؛ وحققت هذه المرة نجاحًا تجاريًا. تدور أحداث روايته ثانيه، بييرو! (1896)، ضمن فترة الحرب الفرنسية البروسية، وتتحدث عن علاقة غامضة بين صبي فرنسي وشبيهه الذي يأخذ دور نصفه الآخر الروحاني، والذي ينتحل شخصية ضابط بروسي؛ كل ذلك عبر قصة من «لعنات الأسرة» التي تبين في النهاية أن الشاب الفرنسي قد قتل أبويه. اقترحت هوبز تناول هذا الموضوع بنهجٍ أبسط. تبعتها رواية ديث، ذا نايت، أند ذا ليدي (الموت والفارس والسيدة) (1897)، وهي مزيج قوي من مواضيع تشمل تناسخ الأرواح والتنكر وقتل الزوجات. لم يكن هناك أي شك حول فرادة المواضيع وتطورها، لكن الجمهور لم يكن مستعدًا لها تمامًا. لم تحقق هذه الروايات أي نجاح تجاري، بما في ذلك رواية ذا ريبين (1899).